# Казаково (Смоленская область)
Казаково — деревня в Вяземском районе Смоленской области России. Входит в состав Поляновского сельского поселения. Население — 14 жителей (2007). 
Расположена в восточной части области в 3 км к юго-западу от Вязьмы, в 0,5 км южнее автодороги Р134 «Старая Смоленская дорога» Смоленск — Дорогобуж — Вязьма — Зубцов, на берегу реки Рехта. В 1,5 км севернее деревни расположена железнодорожная станция Золотарёвка на линии Москва — Минск. 

## История
В годы Великой Отечественной войны деревня была оккупирована гитлеровскими войсками в октябре 1941 года, освобождена в марте 1943 года. 